# Línea 3 del Metrobús de la Ciudad de México
La Línea 3 del Metrobús de la Ciudad de México es la tercera línea del Metrobús de la Ciudad de México. Atraviesa la ciudad de norte a sur sobre el Eje 1 Poniente desde el límite con el Estado de México hasta el centro de la alcaldía Benito Juárez. Fue inaugurada en febrero de 2011 y se compone de 38 estaciones ubicadas en las alcaldías Gustavo A. Madero, Azcapotzalco, Cuauhtémoc y Benito Juárez.
La línea tiene transbordo con la línea 1 en las estaciones Circuito, La Raza y Buenavista; con la línea 2 en la estación Etiopía-Plaza de la Transparencia; con la línea 4 en las estaciones Buenavista, Hidalgo y Juárez; con línea 6 en la estación Montevideo; y con línea 7 en la estación Hidalgo.

## Historia
En junio de 2009 el Gobierno del Distrito Federal contempló la construcción de la línea 3 del Metrobús en el oriente de la ciudad, desde el Río de los Remedios hasta la Glorieta de vaqueritos. Posteriormente el proyecto cambió a la construcción de la línea 3 sobre el Eje 1 Poniente, el cual fue aprobado el 23 de noviembre de 2009 bajo el nombre de «Eje Troncal Metropolitano». Su construcción inició el 5 de marzo de 2010. El proyecto tuvo el rechazo de algunos habitantes del norte de la ciudad. La línea fue inaugurada el 8 de febrero de 2011 por el Jefe de Gobierno del Distrito Federal, Marcelo Ebrard. El tramo inicial contó con 33 estaciones a lo largo de 17 kilómetros y costó 2800 millones de pesos.
Tras el terremoto del 19 de septiembre de 2017, la estación Etiopía-Plaza de la Transparencia fue cerrada durante nueve meses debido al riesgo de colapso del edificio aledaño a la estación.
En octubre de 2019 el gobierno de la Ciudad de México inició la expansión de la línea al sur hacia Circuito Interior. El proyecto contemplaba la incorporación de siete estaciones nuevas, sin embargo, los habitantes de la Colonia Xoco se manifestaron en contra de la extensión de la línea. En enero de 2020 la Jefa de Gobierno, Claudia Sheinbaum, acordó que las últimas dos estaciones no serían construidas, eliminando del proyecto a las estaciones Popocatépetl y Hospital Xoco. La ampliación de la línea 3 fue inaugurada el 11 de marzo de 2021.
El 20 de junio de 2022 el gobierno de la Ciudad de México anunció su intención de transformar a la línea 3 en la primera ruta eléctrica del Metrobús.

## Rutas
| Ruta                 | Inicio            | Final                | Estaciones |
| -------------------- | ----------------- | -------------------- | ---------- |
| Completa             | Tenayuca          | Santa Cruz Atoyac    | 38         |
| Balderas             | Tenayuca          | Balderas             | 25         |
| La Raza              | Tenayuca          | La Raza              | 17         |
| Buenavista           | Tenayuca          | Buenavista           | 22         |
| Indios Verdes        | Santa Cruz Atoyac | Indios Verdes        | 26         |
| Río Frío / Del Moral | Juárez            | Río Frío / Del Moral | 29         |

## Estaciones
| Estación                          | Iconografía                                    | Inauguración         | Alcaldía          | Tipo de estación | Rutas                                              | Conexiones                                                                                              |
| --------------------------------- | ---------------------------------------------- | -------------------- | ----------------- | ---------------- | -------------------------------------------------- | --- |
| Tenayuca                          | Templo mayor de Tenayuca                       | 8 de febrero de 2011 | Gustavo A. Madero | Terminal         | - Completa - Balderas - La Raza - Buenavista       | |
| San José de la Escalera           | Escaleras                                      | 8 de febrero de 2011 | Gustavo A. Madero | Paso             | - Completa - Balderas - La Raza - Buenavista       | |
| Progreso Nacional                 | Mapa de México en un engranaje                 | 8 de febrero de 2011 | Gustavo A. Madero | Paso             | - Completa - Balderas - La Raza - Buenavista       | |
| Tres Anegas                       | Corriente de agua                              | 8 de febrero de 2011 | Gustavo A. Madero | Paso             | - Completa - Balderas - La Raza - Buenavista       | |
| Júpiter                           | Planeta Júpiter                                | 8 de febrero de 2011 | Gustavo A. Madero | Paso             | - Completa - Balderas - La Raza - Buenavista       | |
| La Patera                         | Fachada de la hacienda La Patera               | 8 de febrero de 2011 | Azcapotzalco      | Paso             | - Completa - Balderas - La Raza - Buenavista       | |
| Poniente 146                      | Bodega industrial                              | 8 de febrero de 2011 | Azcapotzalco      | Paso             | - Completa - Balderas - La Raza - Buenavista       | |
| Montevideo                        | Sol de mayo                                    | 8 de febrero de 2011 | Azcapotzalco      | Correspondencia  | - Completa - Balderas - La Raza - Buenavista       | Correspondencia - Línea 6                                                                               |
| Poniente 134                      | Vasija                                         | 8 de febrero de 2011 | Azcapotzalco      | Paso             | - Completa - Balderas - La Raza - Buenavista       | Otros servicios - Vallejo                                                                               |
| Poniente 128                      | Glifo de San Andrés de las salinas             | 8 de febrero de 2011 | Azcapotzalco      | Paso             | - Completa - Balderas - La Raza - Buenavista       | Otros servicios - Vallejo                                                                               |
| Magdalena de las Salinas          | Templo de Santa María Magdalena de las Salinas | 8 de febrero de 2011 | Azcapotzalco      | Paso             | - Completa - Balderas - La Raza - Buenavista       | |
| Coltongo                          | Vitral de una cruz                             | 8 de febrero de 2011 | Azcapotzalco      | Paso             | - Completa - Balderas - La Raza - Buenavista       | |
| Cuitláhuac                        | Glifo de Cuitláhuac                            | 8 de febrero de 2011 | Azcapotzalco      | Paso             | - Completa - Balderas - La Raza - Buenavista       | |
| Héroe de Nacozari                 | Locomotora de vapor                            | 8 de febrero de 2011 | Azcapotzalco      | Paso             | - Completa - Balderas - La Raza - Buenavista       | |
| Hospital La Raza                  | Logo del Instituto Mexicano del Seguro Social  | 8 de febrero de 2011 | Azcapotzalco      | Paso             | - Completa - Balderas - La Raza - Buenavista       | |
| Circuito                          | Tres círculos concéntricos                     | 8 de febrero de 2011 | Cuauhtémoc        | Correspondencia  | - Completa - Balderas - Buenavista - Indios Verdes | Correspondencia - Línea 1                                                                               |
| Tolnáhuac                         | Tular                                          | 8 de febrero de 2011 | Cuauhtémoc        | Paso             | - Completa - Balderas - Buenavista - Indios Verdes | |
| Tlatelolco                        | Torre Insignia                                 | 8 de febrero de 2011 | Cuauhtémoc        | Paso             | - Completa - Balderas - Buenavista - Indios Verdes | Otros servicios - Tlatelolco                                                                            |
| Ricardo Flores Magón              | Busto de Ricardo Flores Magón                  | 8 de febrero de 2011 | Cuauhtémoc        | Paso             | - Completa - Balderas - Buenavista - Indios Verdes | |
| Guerrero                          | Busto de Vicente Guerrero                      | 8 de febrero de 2011 | Cuauhtémoc        | Paso             | - Completa - Balderas - Buenavista - Indios Verdes | Otros servicios - Guerrero - Guerrero                                                                   |
| Mina                              | Busto de Francisco Xavier Mina                 | 8 de febrero de 2011 | Cuauhtémoc        | Paso             | - Completa - Balderas - Indios Verdes              | |
| Hidalgo                           | Busto de Miguel Hidalgo                        | 8 de febrero de 2011 | Cuauhtémoc        | Correspondencia  | - Completa - Balderas - Indios Verdes              | Correspondencia - Línea 4 - Línea 7 Otros servicios - Hidalgo - Hidalgo - Hidalgo - Alquiler de Ecobici |
| Juárez                            | Busto de Benito Juárez                         | 8 de febrero de 2011 | Cuauhtémoc        | Correspondencia  | - Completa - Balderas - Indios Verdes              | Correspondencia - Línea 4 Otros servicios - Juárez - Alquiler de Ecobici                                |
| Balderas                          | Cañón de artillería                            | 8 de febrero de 2011 | Cuauhtémoc        | Paso             | - Completa - Balderas - Indios Verdes              | Otros servicios - Balderas - Balderas                                                                   |
| Cuauhtémoc                        | Cabeza de águila                               | 8 de febrero de 2011 | Cuauhtémoc        | Paso             | - Completa - Indios Verdes                         | Otros servicios - Cuauhtémoc - Alquiler de Ecobici                                                      |
| Jardín Pushkin                    | Frasco de tinta con pluma                      | 8 de febrero de 2011 | Cuauhtémoc        | Paso             | - Completa - Indios Verdes                         | Otros servicios - Alquiler de Ecobici                                                                   |
| Hospital General                  | Emblema de la Cruz Roja                        | 8 de febrero de 2011 | Cuauhtémoc        | Paso             | - Completa - Indios Verdes                         | Otros servicios - Hospital General - Hospital General - Alquiler de Ecobici                             |
| Doctor Márquez                    | Estetoscopio                                   | 8 de febrero de 2011 | Cuauhtémoc        | Paso             | - Completa - Indios Verdes                         | Otros servicios - Alquiler de Ecobici                                                                   |
| Centro Médico                     | Caduceo                                        | 8 de febrero de 2011 | Cuauhtémoc        | Paso             | - Completa - Indios Verdes                         | Otros servicios - Centro Médico - Centro Médico - Alquiler de Ecobici                                   |
| Obrero Mundial                    | Casco de trabajo                               | 8 de febrero de 2011 | Benito Juárez     | Paso             | - Completa - Indios Verdes                         | Otros servicios - Alquiler de Ecobici                                                                   |
| Etiopía-Plaza de la Transparencia | Cabeza de león y logo de Info-DF               | 8 de febrero de 2011 | Benito Juárez     | Correspondencia  | - Completa - Indios Verdes                         | Correspondencia - Línea 2 Otros servicios - Etiopía-Plaza de la Transparencia - Alquiler de Ecobici     |
| Luz Saviñón                       | Busto de Luz Saviñón                           | 11 de marzo de 2021  | Benito Juárez     | Paso             | - Completa - Indios Verdes                         | Otros servicios - Alquiler de Ecobici                                                                   |
| Eugenia                           | Cigüeña                                        | 11 de marzo de 2021  | Benito Juárez     | Paso             | - Completa - Indios Verdes                         | Otros servicios - Eugenia - Alquiler de Ecobici                                                         |
| División del Norte                | Estatua ecuestre de Francisco Villa            | 11 de marzo de 2021  | Benito Juárez     | Paso             | - Completa - Indios Verdes                         | Otros servicios - División del Norte - Alquiler de Ecobici                                              |
| Miguel Laurent                    | Rama de olivo                                  | 11 de marzo de 2021  | Benito Juárez     | Paso             | - Completa - Indios Verdes                         | Otros servicios - Alquiler de Ecobici                                                                   |
| Pueblo Santa Cruz Atoyac          | Glifo de Santa Cruz Atoyac                     | 11 de marzo de 2021  | Benito Juárez     | Terminal         | - Completa - Indios Verdes                         | Otros servicios - Santa Cruz Atoyac - Alquiler de Ecobici                                               |

### Estaciones externas
Estaciones que corresponden a otras líneas pero que son accesibles a través de alguna de las rutas de la línea 3.
| Estación              | Iconografía                   | Inauguración        | Alcaldía          | Línea principal | Rutas de conexión         | Conexiones                                                                                             |
| --------------------- | ----------------------------- | ------------------- | ----------------- | --------------- | ------------------------- | --- |
| Indios Verdes         | Monumento a los Indios Verdes | 19 de junio de 2005 | Gustavo A. Madero | Línea 1         | - Indios Verdes           | Correspondencia - Línea 7 Otros servicios - Indios Verdes - Indios Verdes - Indios Verdes              |
| Deportivo 18 de marzo | Juego de pelota mesoamericano | 19 de junio de 2005 | Gustavo A. Madero | Línea 1         | - Indios Verdes           | Correspondencia - Línea 6 Otros servicios - Deportivo 18 de marzo - Deportivo 18 de marzo              |
| Euzkaro               | Fábrica                       | 19 de junio de 2005 | Gustavo A. Madero | Línea 1         | - Indios Verdes           | |
| Potrero               | Corral con caballo            | 19 de junio de 2005 | Gustavo A. Madero | Línea 1         | - Indios Verdes           | Otros servicios - Potrero                                                                              |
| La Raza               | Monumento a La Raza           | 19 de junio de 2005 | Cuauhtémoc        | Línea 1         | - Indios Verdes - La Raza | Otros servicios - La Raza - La Raza - La Raza                                                          |
| Buenavista            | Locomotora                    | 19 de junio de 2005 | Cuauhtémoc        | Línea 1         | - Buenavista              | Correspondencia - Línea 4 Otros servicios - Buenavista - Buenavista - Buenavista - Alquiler de Ecobici |